# Ernst von Niebauer

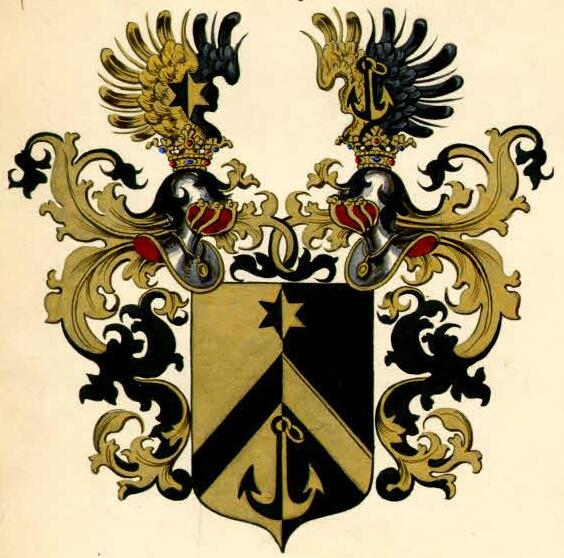
Escudo de armas otorgado con motivo de su ennoblecimiento (1841)

Ernst von Niebauer fue un funcionario del Imperio austríaco, conocido por su cercanía a Klemens von Metternich.

## Biografía
Nació en Austria en el seno de una familia burguesa.
Estudió en la Universidad de Viena, donde alcanzaría posteriormente el doctorado.
Al menos desde la segunda mitad de la década de 1810 fue preceptor del príncipe Víctor de Metternich, hijo primogénito del entonces canciller del Imperio austríaco, Clemens.

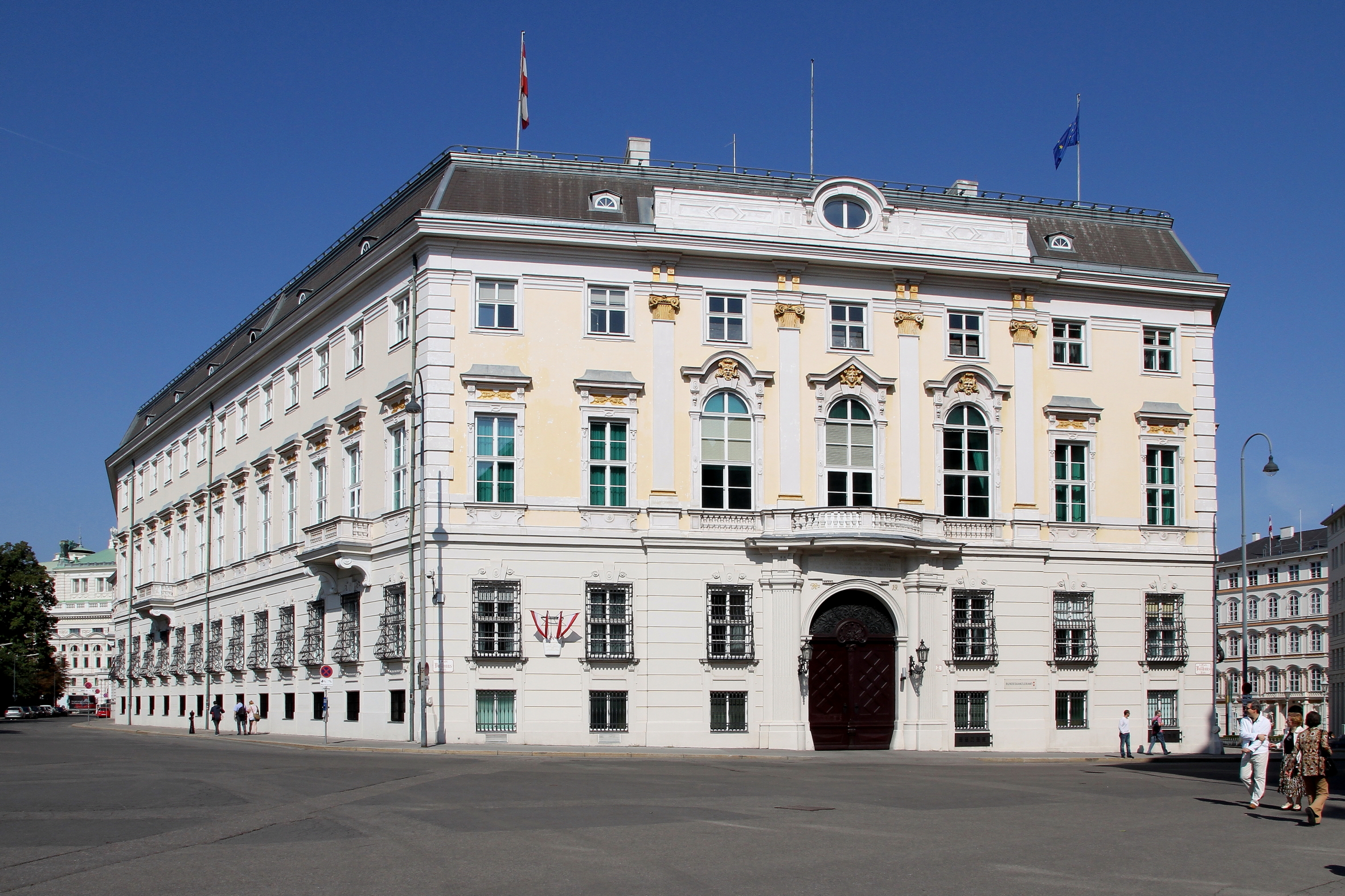
El edificio de la Cancillería en Viena, en que trabajó Ernst durante la mayor parte de su vida.

Posteriormente, pasó a trabajar a las órdenes de Clemens von Metternich en la Cancillería de Casa, Corte y Estado como jefe de la sección de Expediciones, con el rango de secretario aúlico.

En 1841 fue ennoblecido por Fernando I de Austria. Fue autor de algunos artículos sobre política, en la línea de Metternich.Asimismo, en 1847, le fue dedicado un libro de viajes (Vogelperspektiven eines Wanderlustigen, en español, Vista de pájaro de un aficionado al senderismo) obra de August Schilling.Con motivo de esta dedicatoria, fue descrito en la prensa vienesa de la época como
un estadista por cuya rara humanidad, unidad y alto nivel de rectitud ha logrado en nuestro país reconocimiento y respeto general.
Durante la Revolución de 1848 en Austria que elevó al trono a Francisco José I y exilió al canciller Metternich, Niebauer no tuvo un comportamiento leal a este último, de acuerdo con los diarios de Melania tercera esposa de canciller.
En 1856, de haber sido ennoblecido, fue elevado al rango de caballero (ritter).
Contrajo matrimonio con Marie Mozart, teniendo el matrimonio al menos tres hijos:
- Antón, que sería elevado al rango de barón. Fue un importante hacendista y político al servicio de Francisco José I, siendo elevado por este último al rango de barón en 1892. Contrajo matrimonio con la baronesa Cecilia von Heyder.
- María.
- Clementina.

## Iconografía
Fue objeto de un retrato, junto a su mujer, por Leopold Bucher.

## Títulos, cargos y órdenes

### Títulos
- Ritter ( Imperio austríaco, 2 de diciembre de 1856)[8]

- Ennoblecido con derecho al título de Edler ( Imperio austríaco, 1841)

### Órdenes
- Caballero de la Orden Imperial de la Corona de Hierro. ( Imperio austríaco, 22 de abril de 1854)[9][10]
- Caballero de la Orden de Dannebrog. ( Reino de Dinamarca, 5 de febrero de 1834)[11][10][4]
- Caballero de la Orden de San José. (Gran ducado de Toscana)[10][4][12]
- Cruz de oro de la Orden del Salvador. ( Reino de Grecia, 1836)[10][4]
- Caballero de la Sagrada Militar Orden Constantiniana de San Jorge. (Ducado de Parma, 1840)[13][10][4]
- Condecorado con la Orden de la Gloria (Nişân-ı iftihâr), en brillantes. ( Imperio otomano)[10][4]

### Cargos
- Secretario aúlico,

- Jefe de la sección de Expedición de la Cancillería Imperial de Casa, Corte y Estado.